# Анхель Бархас
Анхель Бархас (ісп. Ángel Bargas, нар. 29 жовтня 1946, Буенос-Айрес) — аргентинський футболіст, що грав на позиції захисника. Футболіст року в Аргентині (1972)
Виступав, зокрема, за клуб «Нант», а також національну збірну Аргентини.

## Клубна кар'єра
У дорослому футболі дебютував 1965 року виступами за команду «Расінг» (Авельянеда), в якій того сезону взяв участь у 6 матчах чемпіонату.
Протягом 1966—1972 років захищав кольори клубу «Чакаріта Хуніорс» і 1969 року з командою виборов титул чемпіона Аргентини, який став дебютним як для гравця, так і для клубу. Загалом в аргентинській Прімері він провів 227 матчів, забивши 4 голи.
На початку 1973 року Анхель перейшов у французький «Нант», за який дебютував 25 лютого 1973 року матчем проти «Сошо» (1:0). Всього Бархас відіграв за команду з Нанта наступні шість з половиною сезонів своєї ігрової кар'єри. Більшість часу, проведеного у складі «Нанта», був основним гравцем захисту команди. За цей час додав до переліку своїх трофеїв два титули чемпіона Франції у 1973 та 1977 роках, а також одного разу ставав володарем Кубка Франції у 1979 році. На цей момент, однак, аргентинець вже не був стабільним основним гравцем і тому залишив клуб влітку 1979 року і наступні два роки виступав за «Мец». Загалом за ці дві команди він провів 252 матчі у французькому першому дивізіоні, 4 матчі в Кубку європейських клубів чемпіонів та 6 матчів у Кубку УЄФА.
Згодом з 1981 по 1986 рік грав у складі нижчолігових французьких команд «Луан-Кюїзо» та «Ле-Пюї». У 1985 році він вирішив закінчити свою ігрову кар'єру, але через три роки повернувся на поле і зіграв одну гру у третьому французькому дивізіоні за «Ангулем», який на той момент тренував.
Окрім роботи тренером у Франції, Бархас також працював у Бельгії та Аргентині, а також певний час був скаутом «Нанта» і був ініціатором приходу до клубу свого співвітчизника Нестора Фаббрі.

## Виступи за збірну
1971 року дебютував в офіційних матчах у складі національної збірної Аргентини.
У складі збірної був учасником чемпіонату світу 1974 року у ФРН. З 6-и матчів Аргентини на турнірі Бархас з'являвся в 3-х — він виходив у стартовому складі в матчі першого групового етапу проти збірної Польщі і другого групового етапу проти Бразилії і НДР. У грі з поляками Баргас на 67-й хвилині був замінений на півзахисника Роберто Тельча.
Всього протягом кар'єри у національній команді, яка тривала 4 роки, провів у її формі 30 матчів, забивши 1 гол.

## Титули і досягнення
- Чемпіон Аргентини (1):

«Чакаріта Хуніорс»: 1969
- Чемпіон Франції (2):

«Нант»: 1972–1973, 1976–1977
- Володар Кубка Франції (1):

«Нант»: 1978–1979

## Особисте життя
Його син, Уго Бархас, також став професіональним футболістом. Він має французьке громадянство, оскільки народився у місті Ле-Пюї-ан-Веле у той час, коли його батько був граючим тренером місцевого клубу «Ле-Пюї».